# John McEnroe
John Patrick McEnroe (Wiesbaden, NSZK, 1959. február 16. –) amerikai profi teniszező, korábbi világelső. Karrierje során egyéniben 7 Grand Slam-tornát nyert, ebből négyet a US Openen (1979, 1980, 1981, 1984), hármat Wimbledonban (1981, 1983, 1984). Ezen kívül párosban 9 Grand Slam-címet szerzett, 5-öt Wimbledonban (1979, 1981, 1983, 1984, 1992), 4-et a US Openen (1979, 1981, 1983, 1989), sőt vegyes párosban is diadalmaskodott egyszer (1977, Roland Garros, párja: Mary Carillo volt). 

1992-ben vonult vissza az aktív versenyzéstől (a világranglista 20. helyén állt). Máig emlékezetesek művészi ütései, páratlan röptejátéka, Björn Borggal való rivalizálása, és a pályán tanúsított lobbanékony, heves viselkedése: sokszor keveredett összetűzésbe a játékvezetővel, vonalbírókkal. „Ezt nem gondolhatja komolyan” – az 1981-es wimbledoni bajnokságon hangzott el a játékvezetőnek címzett, mára már szállóigévé váló mondat.
McEnroe 1999-ben az International Tennis Hall of Fame tagja lett. 

12 éves kihagyás után 2006-ban McEnroe párosban újra versenyezni kezdett, és San Joséban ő lett az utóbbi 30 év legidősebb férfi teniszezője, aki párosban tornát tudott nyerni.

## Grand Slam-döntői (egyéni)

### Győzelmek (7)
| Év   | Torna         | Ellenfél a döntőben | Döntő eredménye         |
| 1979 | US Open       | Vitas Gerulaitis    | 7-5, 6-3, 6-3           |
| 1980 | US Open (2)   | Björn Borg          | 7-6, 6-1, 6-7, 6-7, 6-4 |
| 1981 | Wimbledon     | Björn Borg          | 4-6, 7-6, 7-6, 6-4      |
| 1981 | US Open (3)   | Björn Borg          | 4-6, 6-2, 6-4, 6-3      |
| 1983 | Wimbledon (2) | Chris Lewis         | 6-2, 6-2, 6-2           |
| 1984 | Wimbledon (3) | Jimmy Connors       | 6-1, 6-1, 6-2           |
| 1984 | US Open (4)   | Ivan Lendl          | 6-3, 6-4, 6-1           |

### Elvesztett döntők (4)
| Év   | Torna         | Ellenfél a döntőben | Döntő eredménye         |
| 1980 | Wimbledon     | Björn Borg          | 1-6, 7-5, 6-3, 6-7, 8-6 |
| 1982 | Wimbledon     | Jimmy Connors       | 3-6, 6-3, 6-7, 7-6, 6-4 |
| 1984 | Roland Garros | Ivan Lendl          | 3-6, 2-6, 6-4, 7-5, 7-5 |
| 1985 | US Open       | Ivan Lendl          | 7-6, 6-3, 6-4           |